# Strigula oceanica
Strigula oceanica är en lavart som beskrevs av P. M. McCarthy, Streimann & Elix. Strigula oceanica ingår i släktet Strigula och familjen Strigulaceae.   Inga underarter finns listade i Catalogue of Life.